# Elefante bianco

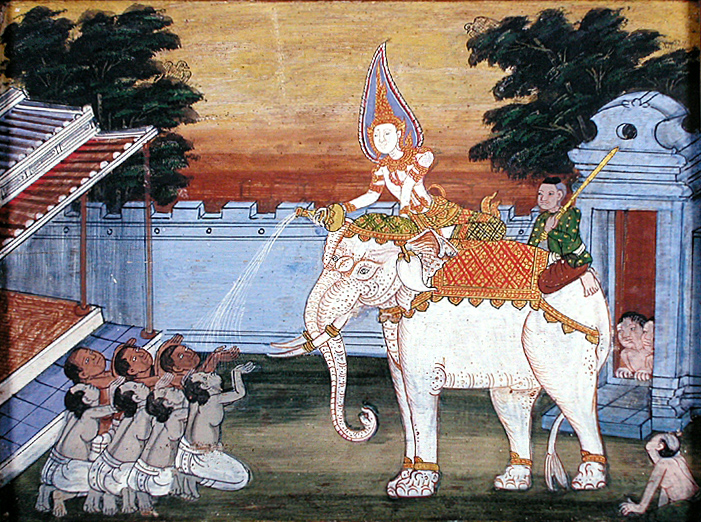
Elefante bianco regale rappresentato in un dipinto siamese del XIX secolo

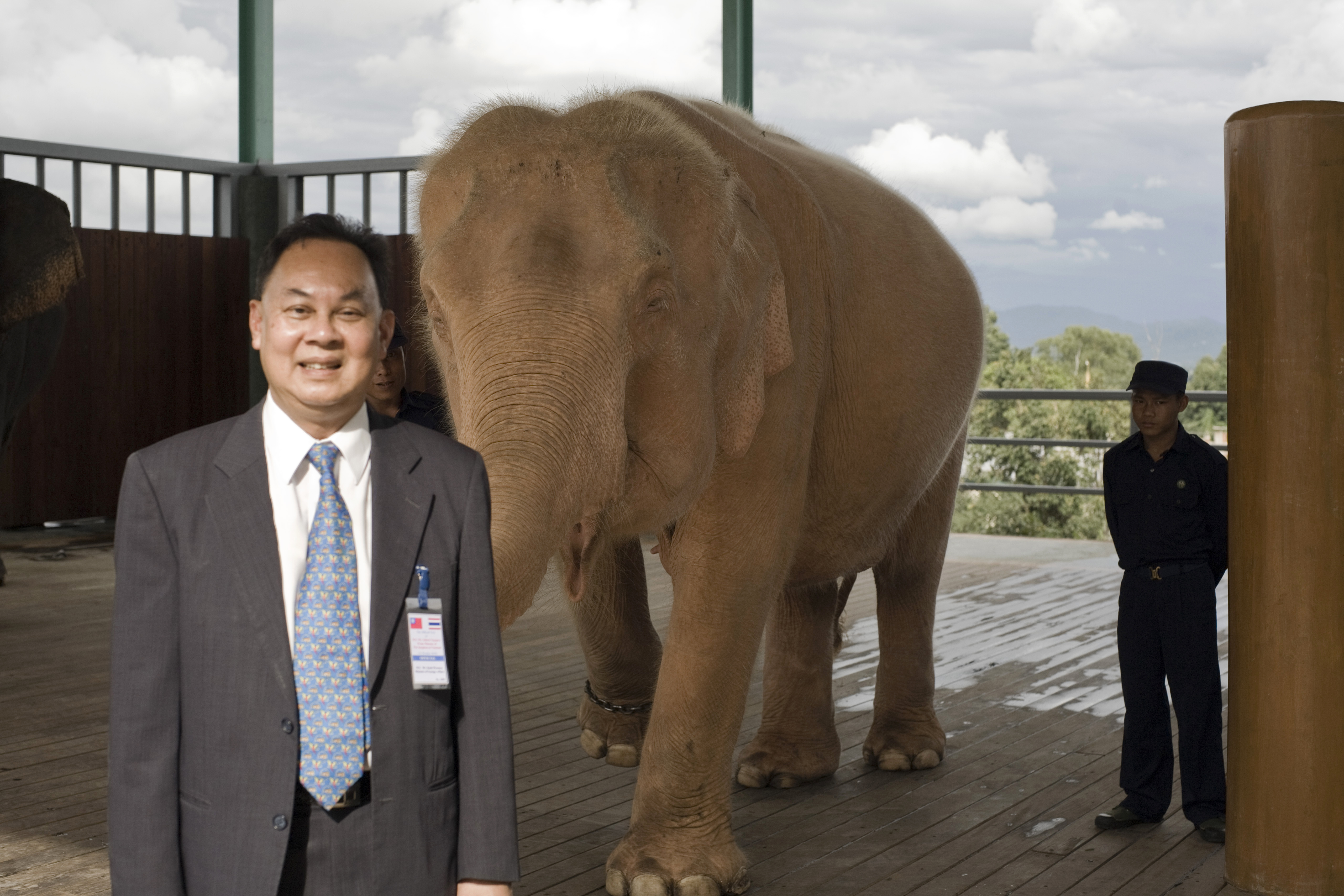
Elefante bianco a Naypyidaw, in Birmania

Un elefante bianco, detto anche elefante albino, è un pachiderma particolarmente raro e non è una specie a sé stante; maggiormente diffuso tra gli elefanti asiatici del subcontinente indiano e del sudest asiatico, ne esistono alcuni esemplari anche tra gli elefanti africani.

## Colore
Il colore della pelle non è davvero bianco, ma è  più chiaro del normale, e può variare da un grigio chiaro al rosa. È stato ipotizzato che la colorazione sia dovuta alla mancata produzione di melanina, il pigmento che determina il colore della pelle, dei peli e degli occhi, una condizione comune ad altre specie di uccelli, rettili e mammiferi. Si ritiene che il motivo principale sia recessivo, dovuto all'inincrocio tra genitori imparentati che entrambi trasmettono al figlio un identico gene. Considerato il decrescente numero nel pianeta di normali elefanti, specie considerata vulnerabile al rischio di estinzione, si pensa che in futuro il fenomeno dell'incrocio possa verificarsi più frequentemente e, in tale caso, gli elefanti bianchi diverrebbero meno rari.

## Storia, religione e credenze asiatiche

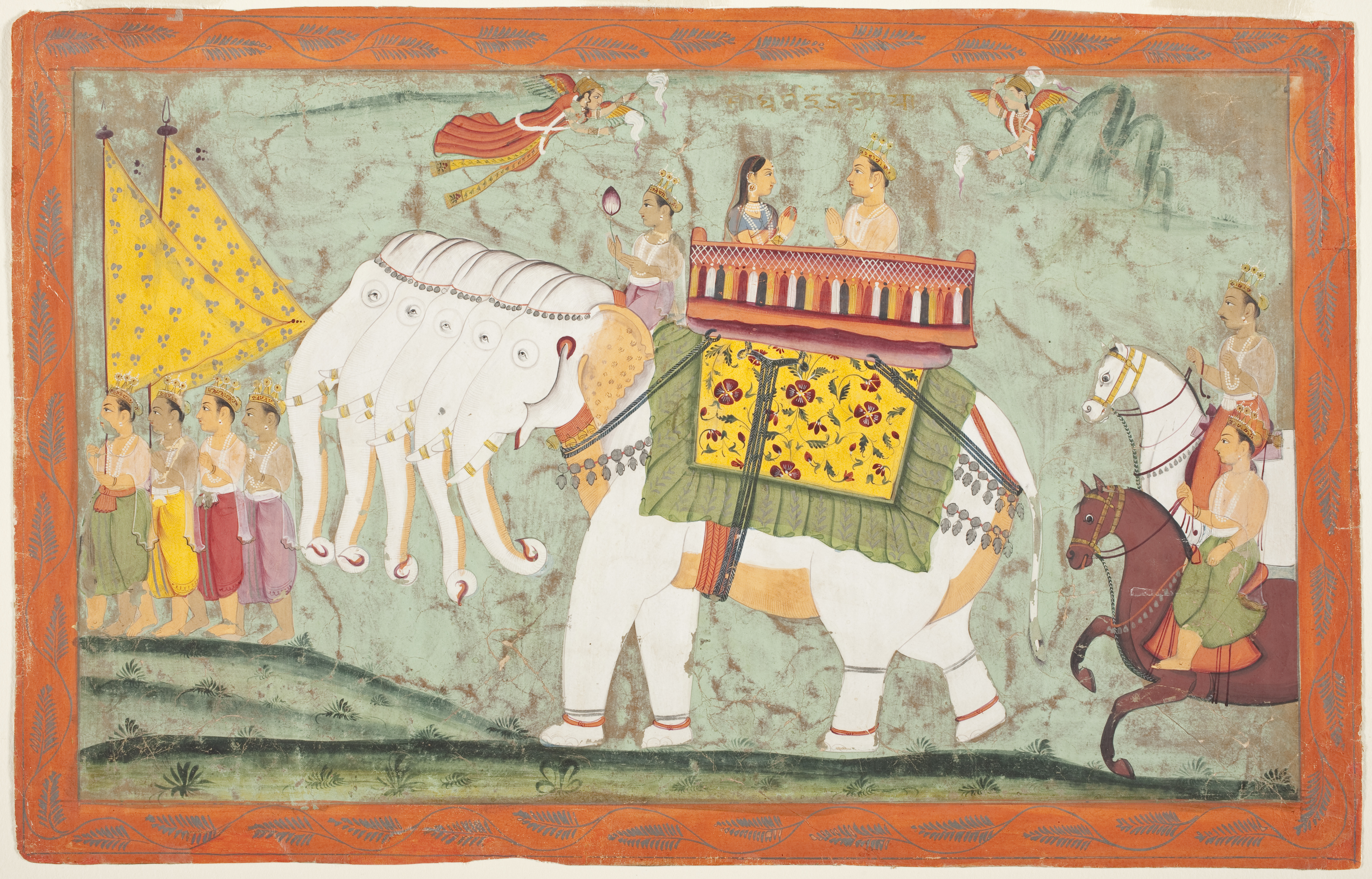
Indra e la moglie Sachi sul dorso di Airavata in un dipinto del XVII secolo conservato al Los Angeles County Museum of Art

Fin dall'antichità, gli elefanti bianchi furono considerati sacri in diversi Paesi asiatici. Nella tradizione induista, il sacro elefante bianco Airavata (ऐरावत) apparteneva alla divinità Indra; aveva quattro zanne e sette proboscidi e trasportava nelle battaglie il sovrano dei Deva, che lo nominò re degli elefanti. Sia Indra che lo stesso Airavata entrarono in seguito anche nelle tradizioni di Buddhismo, Giainismo e Taoismo.
Secondo il poema epico Buddhacarita, la madre di Gautama Buddha, la regina Maya, sognò che un sacro elefante bianco le fosse penetrato nel corpo senza provocarle dolore e senza alcuna impurità; quella stessa notte concepì un essere puro e potente. Il fatto che l'elefante provenisse dal cielo, indicava che il nascituro Siddharta veniva dalla Terra Pura del Buddha Maitreya. Neanche quando partorì Maya sentì dolore, ed ebbe la visione che il nascituro Gauthama le era stato estratto dal corpo dagli dei Brahmā e Indra. In base a tale tradizione, i buddhisti pensano che un elefante bianco sia indice di fecondità, fortuna e sia da mettere in relazione con un sovrano.

### India
Il re buddhista Bimbisāra del Regno Magadha, vissuto nel VI secolo a.C., possedeva l'elefante bianco chiamato Sechanaka, del quale si narra che il costo fosse maggiore del valore della metà del regno. Secondo la tradizione giainista, il sovrano lo regalò ad un proprio figlio, scatenando l'invidia dell'altro figlio Ajātashatru, che tentò inutilmente di sottrarlo al fratello. Ne scaturirono due grandi guerre che videro prevalere Ajātashatru, ma Sechanaka morì al termine del secondo conflitto.

La bandiera del Siam dal 1809 al 1851, con l'elefante inserito all'interno del Sudarshana Chakra, l'arma a forma di disco con cui combatteva la divinità indiana Visnù, già presente nella precedente bandiera del Paese. Nel 1851, il Sudarshana Chakra fu tolto e rimase solo l'elefante, notevolmente ingrandito.

### Thailandia
In Thailandia, come in tutti i Paesi dell'Indocina, gli elefanti bianchi sono per tradizione un simbolo di buon auspicio per la prosperità del regno e del potere regale. Il sacro Airavata è conosciuto nel Paese come Erawan, ed è attualmente presente nello stemma di Bangkok con Indra in groppa. Il re birmano Bayinnaung richiese 2 degli elefanti bianchi fatti catturare dal re di Ayutthaya Maha Chakkraphat, che era conosciuto come il 'signore degli elefanti bianchi'. Il rifiuto opposto dal sovrano siamese fu il pretesto per scatenare nel 1563 il secondo conflitto siamese-birmano, passato alla storia anche come la "guerra dell'elefante bianco", che si concluse con la resa di Ayutthaya.
Il re Rama II inserì un elefante bianco nella bandiera nazionale nel 1809 e vi sarebbe rimasto, con alcune modifiche, fino al 1917, anno in cui la bandiera assunse la forma odierna. Il re Mongkut istituì nel 1861 l'Ordine dell'Elefante Bianco, tuttora una delle più alte onorificenze del Regno di Thailandia. Uno di questi animali è tuttora raffigurato su una delle bandiere della Reale Marina Militare Thailandese.
Maggiore è il numero di elefanti albini che il monarca possiede e maggiore è il suo prestigio nel Paese e nei confronti dei sovrani dei Paesi vicini. Il re Bhumibol Adulyadej ne possedeva dieci, una cifra considerevole comparata all'estrema difficoltà di reperirne. Quando ne viene catturato uno, una speciale commissione lo esamina e giudica se può essere considerato albino e ne assegna la provenienza ed il rango a seconda di sette parametri di base.

La bandiera del Regno del Laos

### Laos
La storia del Laos ha radici comuni con quella della Thailandia; anche in questo Paese il sacro Airawata viene chiamato Erewan e sono riconosciute le doti auspicali e le prerogative regali degli elefanti bianchi. L'antico Regno di Lan Xang, letteralmente 'milione di elefanti', unificò le mueang laotiane nel XIV secolo, e già allora gli elefanti bianchi erano considerati simbolo della potenza e del prestigio dei monarchi.
Nel 1478, un elefante bianco fu dato in dono al re di Lan Xang Sai Tia Kaphut; la notizia giunse al sovrano Le Thanh Tong dell'Impero Dai Viet, che chiese in prestito l'animale per farlo ammirare ai propri sudditi. Il primo ministro ed erede al trono Kon Keo, contrariato dalla richiesta, rifiutò e mandò al monarca vietnamita un pacco contenente le feci dell'animale. Questo evento fu il casus belli che spinse l'imperatore Dai Viet ad invadere il Paese laotiano con disastrose conseguenze per entrambi gli schieramenti.
L'effigie di Airavata comparve sulla bandiera del Paese durante la colonizzazione dell'Indocina francese, dal 1893 al 1954, e sulla bandiera del successivo Regno del Laos, che fu soppresso nel 1975.

### Birmania
In Birmania valgono le stesse credenze dei Paesi vicini sull'elefante bianco, simbolo auspicale e di potere. Alcuni tra i più importanti re del Paese legarono i propri nomi regali al sacro animale. Il più importante fu Bayinnaung, il primo conquistatore nel 1564 del regno siamese di Ayutthaya e fondatore del più grande impero nella storia del popolo birmano, che prese il nome Hsinbyumyashin (signore degli elefanti bianchi). Lo stesso titolo sarebbe stato preso dal re Bodawpaya, che regnò dal 1782 al 1819 e fu protagonista della conquista del Regno di Arakan e della regione del Tenasserim. Il sovrano Hsinbyushin, ricordato principalmente con tale nome che significa 'signore dell'elefante bianco', guidò il suo esercito alla distruzione di Ayutthaya nel 1767, ponendo fine al glorioso regno siamese a oltre 400 anni dalla fondazione.
Anche l'odierna giunta militare, malgrado le sue origini comuniste, ha adottato la tradizione che vuole il pachiderma simbolo di potere e di prestigio. Il dittatore Khin Nyunt, capo del governo tra il 2003 ed il 2004, fece costruire una sontuosa dimora a Rangoon per tre elefanti bianchi, rimasta meta turistica e di pellegrinaggio anche dopo che Khin Nyunt è finito in carcere nel 2005. Nel 2010, la giunta militare ha organizzato nella capitale Naypyidaw grandi festeggiamenti per presentare al pubblico l'esemplare di elefante bianco catturato nel settembre di quell'anno. Durante la cerimonia, le autorità hanno anche inaugurato la nuova bandiera nazionale e hanno ufficializzato il nuovo nome del Paese: Repubblica dell'Unione di Myanmar. Il pachiderma è stato rinchiuso nei pressi della Pagoda Uppatasanti della capitale.

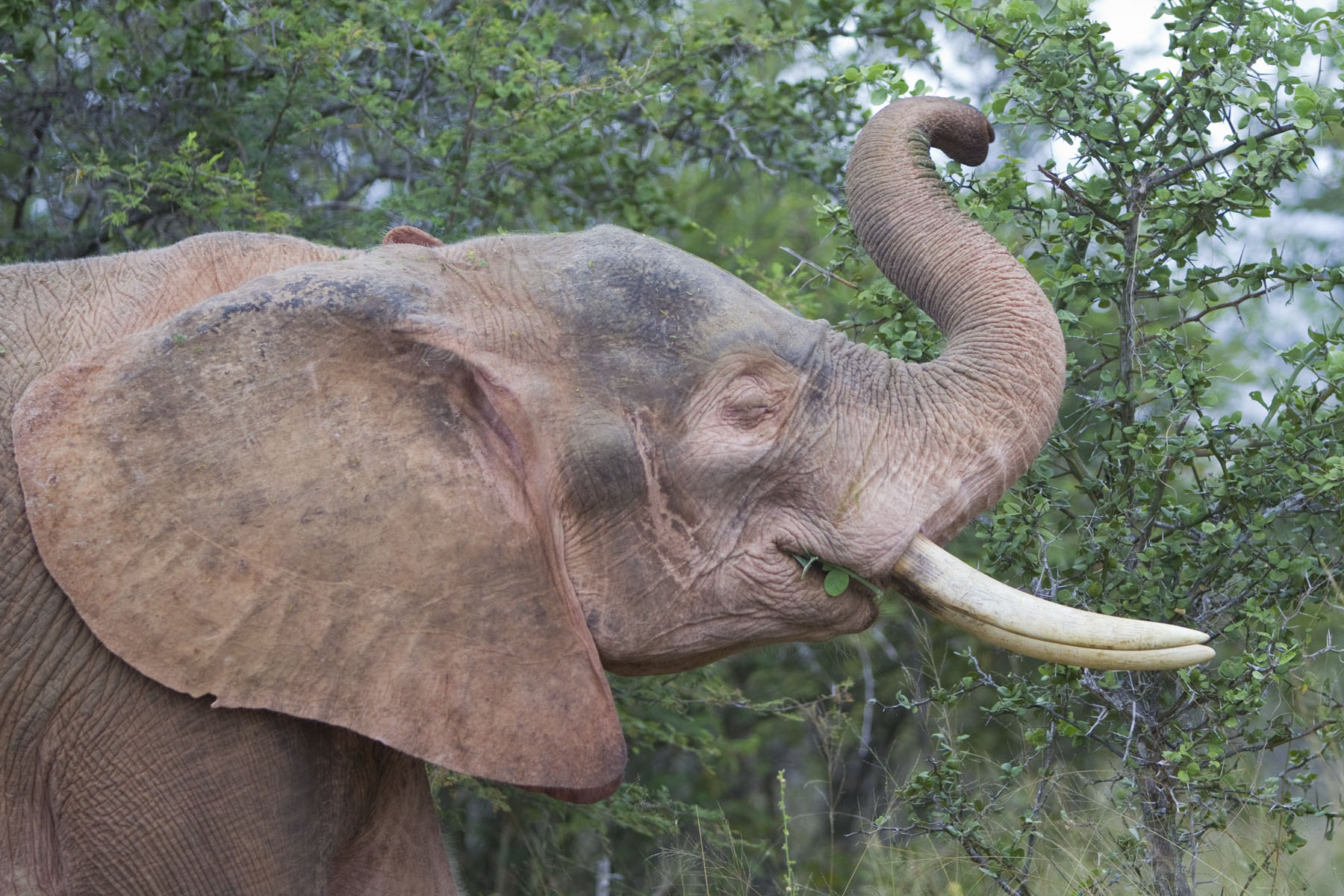
Un elefante albino nel Parco nazionale Kruger, in Sudafrica

## Africa
In Africa, gli elefanti bianchi sono molto più rari che in Asia. La loro sopravvivenza è a maggiore rischio per le gravi malattie agli occhi ed alla pelle che possono contrarre in virtù delle condizioni climatiche di estremo calore in cui vivono. Ai tre conosciuti fino al 2009, ospitati nel Parco nazionale Kruger del Sudafrica, si è aggiunto nel marzo di quell'anno un elefantino dal colore rosato avvistato nel Delta dell'Okavango, in Botswana. È stato valutato che, grazie alla grande adattabilità dei pachidermi alle condizioni ambientali e soprattutto al clima più temperato del delta, questo esemplare potrebbe sopravvivere lungo tempo anche rimanendo allo stato brado.

## Europa
Tra i pochi elefanti albini portati in Europa, uno dei più famosi è stato Abul-Abbas, donato a Carlo Magno dal califfo di Baghdad Hārūn al-Rashīd. Giunse al palazzo di Aquisgrana nell'anno 802 e nell'804 fu utilizzato dall'imperatore in una battaglia contro i danesi. Poté resistere ai rigori degli inverni del nord fino all'810, quando morì di polmonite. Altrettanto famoso fu Annone, regalato dal re Manuele I del Portogallo a Leone X in occasione della sua investitura papale. Originario di Ceylon, giunse a Roma nel 1514 dopo essere stato ammaestrato, divenne un beniamino della corte papale e morì di angina nel 1516.

## White elephant
Nei paesi anglofoni, l'appellativo 'elefante bianco' (white elephant) viene dato a beni o progetti particolarmente lussuosi o imponenti, i cui eccessivi costi di realizzazione e gestione non sono compensati dai benefici che danno o che potrebbero dare nel caso non siano stati realizzati. Un esempio è una lussuosa abitazione il cui possessore non ha i fondi necessari per mantenerla. Viene considerato un white elephant anche un bene particolarmente costoso, divenuto obsoleto o non più utile al suo possessore. Da un punto di vista commerciale, tali beni o progetti vengono di solito svenduti, abbandonati o smantellati.